# Biron (Dordogne)
Biron – miejscowość i gmina we Francji, w regionie Nowa Akwitania, w departamencie Dordogne.
Według danych na rok 1990 gminę zamieszkiwały 132 osoby, a gęstość zaludnienia wynosiła 10 osób/km² (wśród 2290 gmin Akwitanii Biron plasuje się na 1044. miejscu pod względem liczby ludności, natomiast pod względem powierzchni na miejscu 867.).